# Gerhard Scheumann

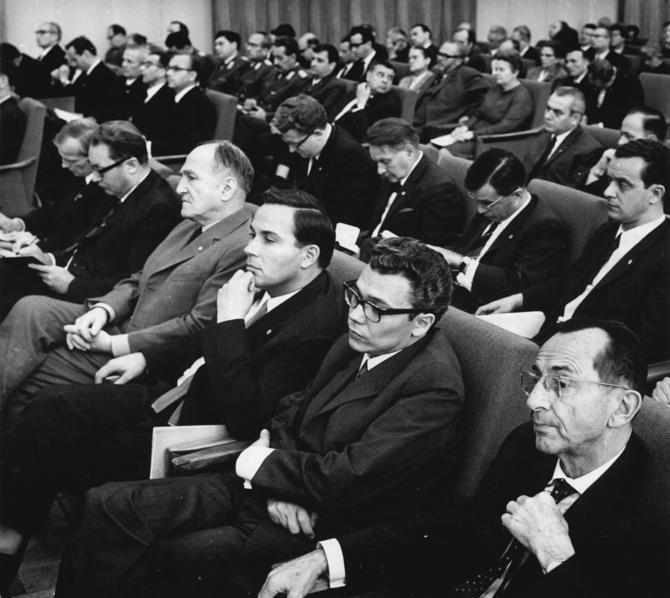
Vorn v. r. n. l.: Bruno Apitz, Walter Heynowski, Gerhard Scheumann und Michael Tschesno-Hell als Gäste auf der 13. Sitzung des Staatsrates der DDR am 18. Oktober 1968.

Gerhard Scheumann (* 25. Dezember 1930 in Ortelsburg, Ostpreußen; † 30. Mai 1998 in Berlin) war zusammen mit Walter Heynowski einer der bekanntesten Dokumentarfilmer der DDR.

## Leben
Von 1941 bis 1945 besuchte Scheumann die Nationalpolitische Erziehungsanstalt in Stuhm in Westpreußen. 1945 floh er nach Nordhausen, wo er das Abitur ablegte. 1949 trat er in die SED ein. Nach einem Praktikum bei der Tageszeitung „Thüringer Volk“ arbeitete er zwischen 1950 und 1953 als Redakteur beim Berliner Rundfunk. Von 1953 bis 1955 lehrte er an der Fachschule für Rundfunkwesen in Weimar. Von 1956 bis 1962 war er Leiter der Redaktion Kultur und Wissenschaft im Deutschlandsender. Seit 1962 arbeitete er beim DFF, wo er u. a. 1963 die Sendung „Prisma“ (ein innenpolitisches Magazin über Probleme in der DDR) entwickelte und bis 1965 moderierte.
Ab 1965 arbeitete Scheumann mit Walter Heynowski zusammen. Mit Heynowski gründete er 1969 das von der DEFA unabhängige Studio H & S. In den 1960er und 1970er Jahren waren es drei große Themen, mit denen sich das Filmteam beschäftigte: Vietnam, Chile unter der Pinochet-Diktatur und Kampuchea. Nach einer kritischen Rede Scheumanns zur „Medienpolitik der SED“ vor dem vom 15. bis 17. September 1982 stattgefundenen IV. Kongress des Verbandes der Film- und Fernsehschaffenden der DDR wurde die Auflösung des Studios verfügt. Heynowski und Scheumann gingen zurück zur DEFA. Gleichzeitig wurde den beiden Autoren auch die Verwendung ihres Signets „H & S“ untersagt.
Scheumann und Heynowski arbeiteten von 1983 bis 1991 weiter unter dem Dach des DEFA-Studios, wobei sich das Filmteam nach anfänglichen Problemen, etwa bei der Ausreise ins westliche Ausland, langsam wieder die alte bevorzugte Stelle erarbeitete und ab 1986 die Filme erneut mit dem Signet der „Werkstatt H & S“ gezeichnet werden durften. Unter diesem Namen stellten sie vierzehn Filme her. 1991 wurde die Werkstatt im Zuge der Auflösung der DEFA ebenfalls aufgelöst.
In Kamerad Krüger porträtierten sie den in der Bundesrepublik lebenden, ehemaligen SS-Sturmbannführer Walter Krüger und zeigten, wie attraktiv nationalsozialistisches Gedankengut immer noch ist. Dieses Thema beschäftigte sie auch in den Filmen Die Lüge und der Tod (1988), in dem sie – unter Mitarbeit von Stephan Hermlin – die Nazipropaganda zur Deportation der Juden in Deutschland thematisierten, sowie Der Mann an der Rampe (1989). Hier fanden sie jenen Mann, der den Zugverkehr in Auschwitz organisierte und nun unbehelligt in der Bundesrepublik lebte.
Von 1967 bis 1988 war Scheumann Mitglied des Vorstands des Verbandes der Film- und Fernsehschaffenden der DDR, von 1969 bis 1991 Mitglied der Akademie der Künste und von 1983 bis 1990 Mitglied des Schriftstellerverbandes der DDR. Im Jahre 1989 erhielt Scheumann einen Professorentitel. 1980 und 1989 erhielt er einen Nationalpreis der DDR I. Klasse für Kunst und Literatur.
Gerhard Scheumann starb als 67-Jähriger im Mai 1998 in Berlin an Krebs.

## Kritik
Nach dem Ende der DDR wurde und wird die Arbeit von Gerhard Scheumann und Walter Heynowski ambivalent bewertet: „Neben Enthüllungsjournalismus, grober Polemik und ideologischer Propaganda zeichnen sich ihre Filme durch Engagement und Einfallsreichtum aus, die gepaart mit analytischer Schärfe auf zeithistorische Probleme verweisen“, schreibt die DEFA-Stiftung auf ihrer Personen-Seite zu Scheumann. Dennoch überwiegt in der Regel die Kritik: „Aus heutiger Sicht wird ihnen Polemik, grobe Agitation und ein ideologischer Kurs vorgeworfen.“, heißt es an gleicher Stelle.
Auch die Arbeitsmethoden von Heynowski & Scheumann werden rückwirkend oft als umstritten gekennzeichnet: „Bei der Herstellung ihrer Filme verstoßen sie wiederholt gegen die Minimalregeln dokumentarischer Ethik, indem sie zum Beispiel ihre Identität verschleiern oder den Interviewpartner alkoholisieren“ (rororo-Lexikon, Regisseure und Kameraleute, 1999). Allerdings kann zu dieser Einschätzung angemerkt werden, dass es in den 1960er Jahren und später nicht unüblich war, während Film- und Fernsehinterviews oder auch in Talkshows Alkohol zu konsumieren und zu rauchen. Hinzu kam, dass DDR-Film- und Fernsehgesellschaften in der Regel nicht selbst in der Bundesrepublik tätig werden konnten und deshalb oft Filmsequenzen oder Interviews, die in der Bundesrepublik oder West-Berlin aufgenommen werden sollten, regulär bei bundesdeutschen oder Westberliner Firmen als Auftragnehmer bestellten. Dieser Umstand kam Heynowski und Scheumann insofern zugute, als dass sie persönlich meist nicht nach ihrer Herkunft gefragt wurden. Der Vorwurf, Interviewpartner zu alkoholisieren, zielt vor allem auf den Film Der lachende Mann ab, einem Interview mit Siegfried Müller. Dieser sprach während des Gesprächs vor laufenden Kameras in nicht unerheblichem Maße dem Alkohol zu, was in ähnlichem Umfang allerdings auch Scheumann als Interviewer tat, der im Film allerdings nur zu hören und nicht zu sehen ist. Dementsprechend standen die Methoden in der zeitgenössischen Berichterstattung weit weniger in der Kritik. So veröffentlichte beispielsweise Der Spiegel im Dezember 1966 Auszüge aus dem Interview mit Siegfried Müller (im Film Der lachende Mann) ohne Kritik an den Umständen, unter denen es entstanden war. In einem anderen Beitrag aus dieser Zeit beschrieb Der Spiegel den Zustand Müllers während dieses Interviews als „vom Anis-Apéritif animiert, doch noch wachen Geistes“.

## Filmografie
- 1966: Der lachende Mann
- 1967: Geisterstunde (Fernseh-Dokumentation)
- 1968: Piloten im Pyjama (TV, 4 Teile)
- 1969: Der Präsident im Exil (Eine Polemik gegen Walter Becher)
- 1970: Der Mann ohne Vergangenheit
- 1971: Bye-Bye Wheelus
- 1974: Yo he sido, yo soy, yo seré
- 1974: Bürger meines Landes!
- 1974: Der Krieg der Mumien
- 1974: Ich war, ich bin, ich werde sein
- 1975: El Golpe Blanco (Der Weiße Putsch)
- 1975: Eine Minute Dunkel macht uns nicht blind
- 1976: Die Teufelsinsel
- 1977: Die eiserne Festung / Vietnam 4 – Die eiserne Festung
- 1978: Psalm 18
- 1978: Die Toten schweigen nicht
- 1978: Im Feuer bestanden
- 1979: Phoenix
- 1980: Kampuchea – Sterben und Auferstehen
- 1981: Die Angkar
- 1986: Die Generale (über die Generale für den Frieden)
- 1989: Kamerad Krüger
- 1989: Die Dritte Haut